# Кашино (Свердловская область)
Ка́шино — село в Сысертском районе Свердловской области России. Входит в Сысертский муниципальный округ. Ранее было центром Кашинского сельсовета Сысертского района.

## Географическое положение
Кашино находится примерно в 45 километрах к юго-востоку от Екатеринбурга, в непосредственной близости от города Сысерти, преимущественно на левом берегу реки Сысерти.

## Население
| 2002 | 2010  | 2021  |
| ---- | ----- | ----- |
| 1993 | ↗2199 | ↗2438 |

## История
Село Кашино — одно из старинных поселений Урала. Первое упоминание о деревне Кашино встречается в «Словаре статистических данных Пермской губернии» Н. Чупина 1873 года издания, из которого следует, что Кашино уже существовало в 1703 году .
26 декабря 2006 года границу села скорректировали. После корректировки площадь села составляет 498 га.

## Топоним
По мнению краеведа В. А. Воробьёва, название села происходит из североиранской группы языков: корень «каш» в иранском языке «пушту», как гласит словарь «Топонимика южного Урала», означает «камень». Река была так названа за её каменистые берега и трансформировалась позже в «Каменку» на «русский манер», а в названии села осталось «Кашино».

## Инфраструктура

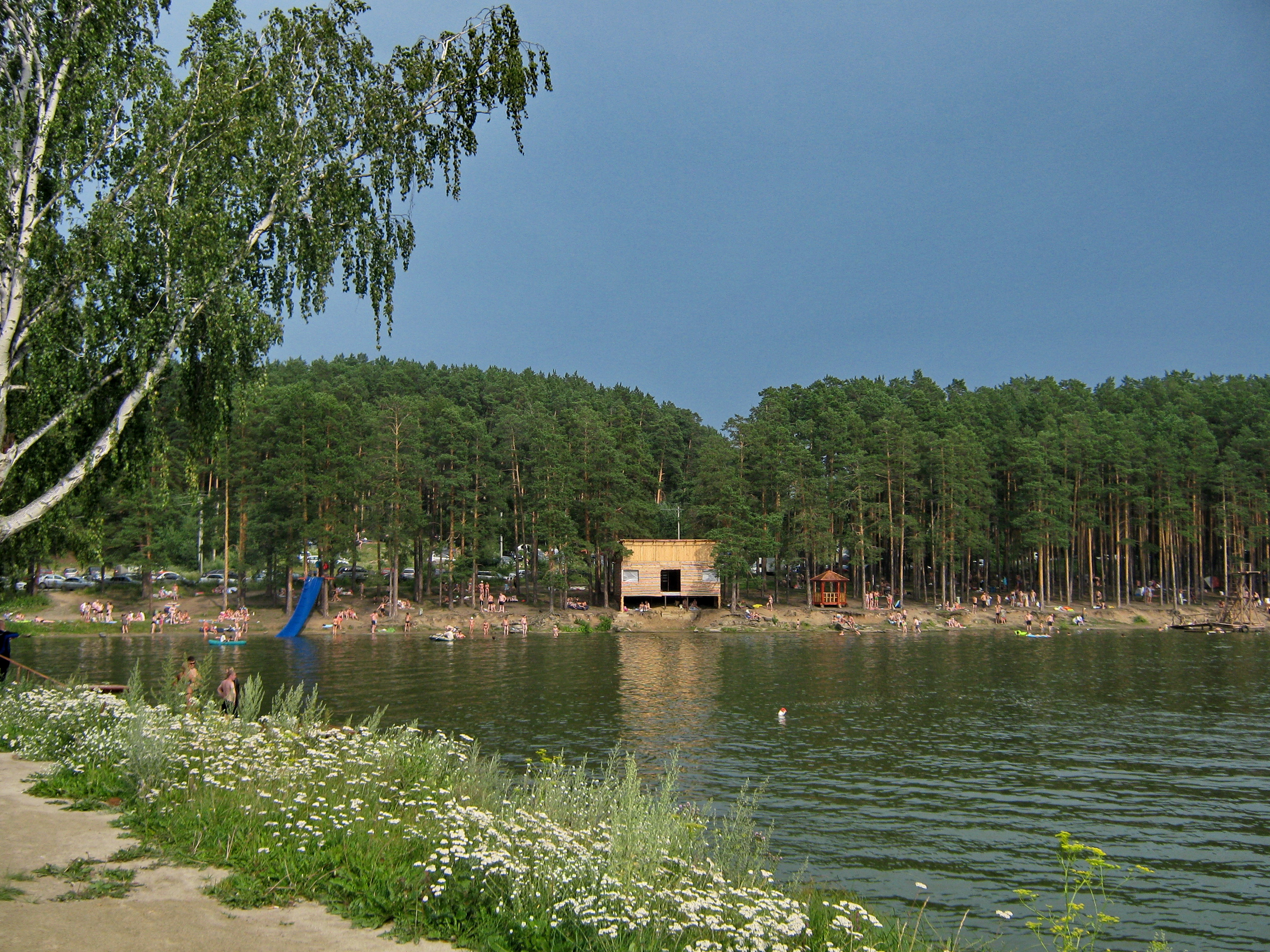

Основное предприятие — ОАО «Племенной птицеводческий завод „Свердловский“».
Есть клуб с библиотекой, средняя школа, детский сад, участковая больница (общая врачебная практика), пожарная часть и опорный пункт полиции, работают отделения «Почты России» и Сбербанка. В селе работает много магазинов и аптека. В Кашине находится спортивно-оздоровительный центр «Сова» с лыжной базой, аквапарком и различными спортплощадками, а также конная ферма. Также Кашино — одно из популярных дачных мест.
В 2004 году в Кашине был открыт православный храм во имя святого страстотерпца Царевича Алексея, возведённый к столетию со дня рождения царевича. Храм был построен на месте старой полуразрушенной часовни и освящён архиепископом Екатеринбургским и Верхотурским Викентием.

### Транспорт
До села можно добраться из Екатеринбурга, Сысерти и Арамили на автобусе. На личном автотранспорте — 45 километров от Екатеринбурга по трассе М5 в сторону Челябинска.

## Интересные объекты
Дом Кашина — по местной легенде, дом основателя села, стоящий на берегу Каменки. Архивные источники называют разное время его возведения: так, в Похозяйственную книгу с. Кашино внесена запись о доме № 59 на ул. Ворошилова, построенном в 1700 году. По другой версии, 1-й дом на постоялом дворе крестьянина Кашина был возведен в 1702—1703 годах. Обобщая всю имеющуюся информацию, этот дом является самым старым в Сысертском районе. Материалом для стен дома послужили стволы лиственниц. Основой для строения послужили пни от лиственниц, из которых и возведен данный дом. Когда в 90-х годах XX века владельцы дома попытались подровнять стены, топоры с искрами отскакивали от брёвен: лиственница буквально окаменела и сталь топоров щербилась, острие крошилось. 
Очень характерным является план домовладения и архитектура дома. Так, сам дом построен «клетью»: вход сделан в центре строения, продолжением входа являются сени. В сенях имеются два входа в жилые помещения: налево (на запад) расположена горенка хозяев дома. Направо (на восток)- помещение для гостей. Оба помещения имеют раздельное отопление. Под домом имелась подклеть (подвал) для хранения продуктов и ледника. Двор дома вымощен гранитными плитами диаметром более метра, хорошо заметен износ на плитах, находящихся по центру двора. Само домовладение имело форму квадрата: к дому со стороны реки примыкал сарай, в котором находились коровник, а на чердаке — сенник. Сторона, параллельная дому была образована амбаром для хранения продуктов и иных запасов и навесом, под который закатывали телеги, кареты путешественников и оставляли на ночевку лошадей. Въезд во двор прикрывали двустворчатые ворота, открывавшиеся наружу и запиравшиеся на накладной брус. Рядом была калитка. За амбаром со стороны реки Каменка располагались подсобные строения: кузенка и шорницкая. Такое закрытое расположение строений диктовалось необходимостью обеспечения безопасности. В 30-е годы XX века в данном доме проживали потомки основателей с. Кашино, семья Сурина Павла Николаевича: жена Евдокия и пять дочерей. Хотя всего у них родилось 12 детей, до совершеннолетия дожило только пятеро. Павел Николаевич был призван в Красную Армию и пропал без вести. Долгие годы о его судьбе ничего не было известно. Жена Евдокия умерла, так и не узнав, где покоится прах её мужа. Лишь, когда в 90-е годы XX века была организована работа по созданию Книги Памяти, стало известно, что он погиб в Сталинградской битве, но и сейчас потомкам неизвестно точное местонахождение останков предка. Потомки Павла Николаевича в настоящее время живут в Магнитогорске, Нягони, на Алтае, в Липецке, в Воронеже, Лактюшкин Александр Егорович долгое время проходил военную службу на Новой Земле. Там же служил его сын, правнук Сурина П.Н, Лактюшкин Виктор Александрович. Несмотря на то, что данный дом в настоящее время не принадлежит прямым потомкам его строителей, практически все коренные жители Кашино (фамилии Трошковых, Суриных, Волковых и т. д.) являются родственниками, потомками того самого Кашина, основателя села.
Ильинский родник и завод
Ильинский родник. Обустройство родника проходило с 2004 года. Проводились обследования воды. Родник освящен настоятелем храма Святого страстотерпца Алексия отцом Анатолием в честь пророка Ильи. Проводятся экскурсии к роднику. 
Ильинский железоделательный завод, действовавший с середины XIX века до 1918 года. 
Завод пущен в 1854 году. Его оборудование, по данным 1859 года, состояло из 2 пудлинговых и 2 сварочных печей. В 1860 году на заводских работах было занято 170 человек. Отмена крепостного права в 1861 году и переход к вольнонаемному труду неблагоприятно отразились на деятельности завода. Введение уставных грамот в 1882 году сопровождалось крупными волнениями и стачкой рабочих, завод не действовал несколько месяцев. Число рабочих, занятых на заводе, резко сократилось: в 1862 году их было 65, в 1863 году — только 58. Пудлинговое производство было прекращено, завод стал специализироваться на выпуске листового кровельного и сортового железа. Полуфабрикат — пудлинговая болванка — стал доставляться из Сысертского и Северского заводов
В начале 1880-х годов установлены новые листокатальные станы, причем для построенного в 1882 году второго листокатального стана поставлена турбина Фонтена, устарелые дрово-сварочные печи были уничтожены, вместо них сооружены листокатальные и листопробивные печи более новых конструкций.
В 1887 г. Завод награждён золотой медалью на Сибирско — Уральской научно-промышленной выставке за тончайшую прокатку стали.
В 1890-е годы на заводе стало развиваться механическое производство.
На рубеже XIX—XX веков мощности листопрокатной фабрики были значительно усилены.
В 1912 году завод перешёл в собственность Акционерного общества Сысертского горного округа, находившегося в руках английского капитала. Общество основное внимание устремило на резкое увеличение в округе добычи меди, но оздоровление финансовой обстановки благоприятно сказалось и на развитии листопрокатного производства. К 1914 году завод поднял выпуск железа до 419,4 тысяч пудов. В годы Первой мировой войны, в связи с мобилизацией рабочих в армию и нехваткой рабочих рук, реквизицией гужевого транспорта, трудностями в заготовке руды и топлива, отсутствием рельсовой связи с общеимперской сетью железной дороги производство железа на заводе стало падать.
После Октябрьской революции завод был национализирован 20 декабря 1917 года. В связи с развернувшейся гражданской войной завод остановлен, а после её окончания, ввиду крайней ветхости оборудования, производство на нём не возобновлялось.
В материалах, собранных в начале 1923 года областной секцией по районированию отмечено, что на заводе «оборудование устарело и предназначено к ликвидации». В бывших заводских зданиях обосновались артели по изготовлению металлических изделий и посуды, позднее создан завод по производству полиграфического оборудовании, а в 1942 году на базе эвакуированных предприятий организован гидротурбинный завод — будущий Уральский завод «Гидромаш».
Поваренский родник. Обустройство родника началось в 2004 году. За это время была сделана беседка, выложена плиткой дорожка. Отслеживается размывание территории грунтовыми водами и переносится лестница, ведущая к роднику, засыпаются промоины. Родник освящен в честь Святой Екатерины. Периодически берется вода на исследование, так как этот родник наиболее используем. С 2013 году вода в трубу не бежит, и воду набирают прямо из углубления, где бежит вода. Родник находится в хорошем состоянии, часто проводятся экскурсии к роднику для учащихся, жителей и гостей села. Собран богатый материал о роднике, сочинения, стихи, легенды. 
Деревянная церковь построена в 2003—2004, к 100-летию рождения цесаревича Алексия. На четверике основного объёма поставлен восьмерик, усложненный небольшими бочками по углам, и увенчанный шатром с главкой. Алтарь и трапезная крыты двускатными кровлями, над притвором поставлена звонница. Прежде церкви здесь не было, в Кашино стояла только часовня. 
Школа. С 1880 года в деревне Кашино существует смешанная школа. Сначала она была церковно-приходской, а с 1893 перешла в ведение земства. Школьное здание построено попечительством. Обучались как дети крестьян, так и дети рабочих Ильинского завода. Современное здание школы построено в 1982 году.